# Verbascum brockmuelleri
Verbascum brockmuelleri är en flenörtsväxtart som beskrevs av Ruhm.. Verbascum brockmuelleri ingår i släktet kungsljus, och familjen flenörtsväxter. Inga underarter finns listade i Catalogue of Life.